# Modo di trasferimento
In telecomunicazioni con il termine modo di trasferimento si indica l'insieme delle modalità logico-operative adottate da una rete di telecomunicazioni e finalizzate al trasferimento dell'informazione attraverso la rete stessa ovvero l'insieme dei meccanismi attraverso i quali vengono trasferite le unità informative. Esso descrive dunque le modalità di trasporto implementate nei bassi strati dell'architettura di rete.

## Scelta del modo di trasferimento
La scelta di un modo di trasferimento è operata in base alle prestazioni richieste in termini di qualità di servizio (QoS)  che in generale sono:
- l'integrità informativa (minimizzazione degli errori trasmissivi e delle perdite per congestione),
- la trasparenza temporale (minimizzazione ed equalizzazione del ritardo trasmissivo ed elaborativo)
- la flessibilità di accesso (efficienza di utilizzazione delle risorse)

le quali a sua volta dipendono dal servizio offerto/richiesto.
I parametri prestazionali di QoS di un modo di trasferimento sono in generale contrastanti tra loro ovvero non è possibile ottenere un modo di trasferimento ottimizzato per ciascun parametro rendendosi dunque necessario un compromesso (trade-off)  optando per il modo che meglio soddisfa il caso specifico di trasmissione richiesto.
Per la trasmissione real time di dati vocali (fonia) (es. rete telefonica) ad esempio è necessaria un'alta trasparenza temporale (eventualmente ottenuta tramite un'equalizzazione dei ritardi), mentre per la trasmissione di dati non vocali questo requisito non è necessario, ma è altresì richiesta un'alta efficienza di utilizzazione delle risorse trasmissive ed elaborative per evitare sprechi dovuti a inattività del servizio cioè a traffico fortemente variabile (es. rete Internet), cosa che la rete telefonica non può garantire per via della pre-assegnazione delle risorse trasmissive.
Nel caso di reti integrate multiservizio (voce e dati) si evidenziano esigenze contrastanti ed è perciò necessario raggiungere un compromesso nelle prestazioni del modo di trasferimento scegliendo tra un'alta trasparenza temporale e un'alta flessibilità/efficienza di utilizzazione.

### Aspetti implementativi
In particolare fissare un modo di trasferimento vuol dire fissare: 
- uno schema di multiplazione/accesso multiplo per il trasporto dell'informazione sui collegamenti fisici:
  - A divisione di tempo: TDM/TDMA
  - A divisione di frequenza: FDM/FDMA
  - A divisione di lunghezza d'onda: WDM/WDMA
  - A divisione di accesso: CDM/CDMA
- un meccanismo di commutazione sui nodi di transito elaborativi:
  - commutazione di circuito
  - commutazione di pacchetto
  - commutazione di circuito virtuale
- l'architettura protocollare per le suddette funzioni di trasporto. In genere tali funzionalità sono espletate attraverso protocolli appartenenti ai livelli più bassi dell'architettura di rete cioè quelli più vicini al livello fisico di trasmissione sul canale e devono essere prerogative almeno dei nodi interni di transito ovvero della rete di trasporto, mentre altre funzioni di livello protocollare superiore sono spesso implementate solo sui terminali degli utenti finali cioè nella rete di accesso. Ad ogni modo funzionalità di trasporto dei dati o collegamento fisico tra nodi sono presenti in qualche modo anche in quest'ultima sezione di rete e ricompresi quindi in maniera logica sotto la denominazione di protocolli di accesso. In particolare inoltre, seguendo la logica dell'astrazione tipica dei modelli di architetture di rete, la funzione di commutazione (livello 3 nel modello ISO/OSI) è posta al di sopra della funzione di multiplazione (livello 1 e livello 2 nel modello OSI).

Per quanto detto precedentemente ne consegue che i protocolli di trasporto utilizzati per l'implementazione di queste funzioni sono progettati e realizzati specificatamente secondo le esigenze o tipologie di servizi che la rete o parte di essa deve supportare.

### Garanzie di trasporto
Tutto ciò che il modo di trasferimento, pur ottimizzato per il particolate servizio richiesto, di per sé non è in grado di garantire si tenta di garantirlo con funzionalità aggiuntive in strati architetturali superiori. Ad esempio per sopperire alla problematiche di Integrità Informativa introdotte dalla trasmissione sul canale fisico, alle funzionalità di trasporto (multiplazione e commutazione) si aggiungono usualmente funzionalità di controllo d'errore che richiedono e impegnano ulteriori risorse elaborative nei nodi di transito e/o all'estremo della connessione, ma che raggiungono l'affidabilità richiesta della comunicazione attraverso la rilevazione e l'eventuale ritrasmissione dell'informazione perduta (ARQ Automatic Repeat Request) oppure la correzione dell'errore stesso (FEC Forward Error Correction) e attraverso funzionalità di controllo di flusso, controllo di congestione e cifratura implementate a loro volta in livelli protocollari ancora superiori.